# 日本蟳
日本蟳（学名：Charybdis japonica）为梭子蟹科蟳属的动物。分布于日本、马来西亚、红海、台湾岛以及中国大陆的广东、福建、浙江、山东半岛、辽东半岛等地，生活环境为海水，一般生活于低潮线、有水草或泥沙的水底以及或潜伏于石块下。